# 美国人口普查局
美国人口普查局（英語：United States Census Bureau），又稱美國普查局、美國國勢調查局，按《美國法典第13卷 § 11》官方稱呼為Bureau of the Census。普查局是美国商务部經濟和統計管理局的下属机关，任务由美国宪法明文規定：至少每十年进行一次人口普查，相应的美国众议院的各州席次分配由此普查结果决定。除此之外它还提供美国国家、人民和经济普查的统计数据。

## 歷史
自1903年以来美国政府的官方人口普查数据由美国普查局提供。它的领导机构是其局长、副局长以及一个由助理局长们组成的主要行政机构。普查局有12个地区分局。为了进行每十年的普查工作，它们还可以临时建立更多的处理中心。
进行人口普查的唯一目的是提供可靠的统计数字。假如个人或企业单位需要统计数字，那么普查局只能提供这样被编辑过、一般的数字。回覆的匿名性是非常重要的。按法律规定，任何人，不论是普查局的雇员还是询问者都不允许揭露任何个人、家庭或企业的数据。

## 调查项目

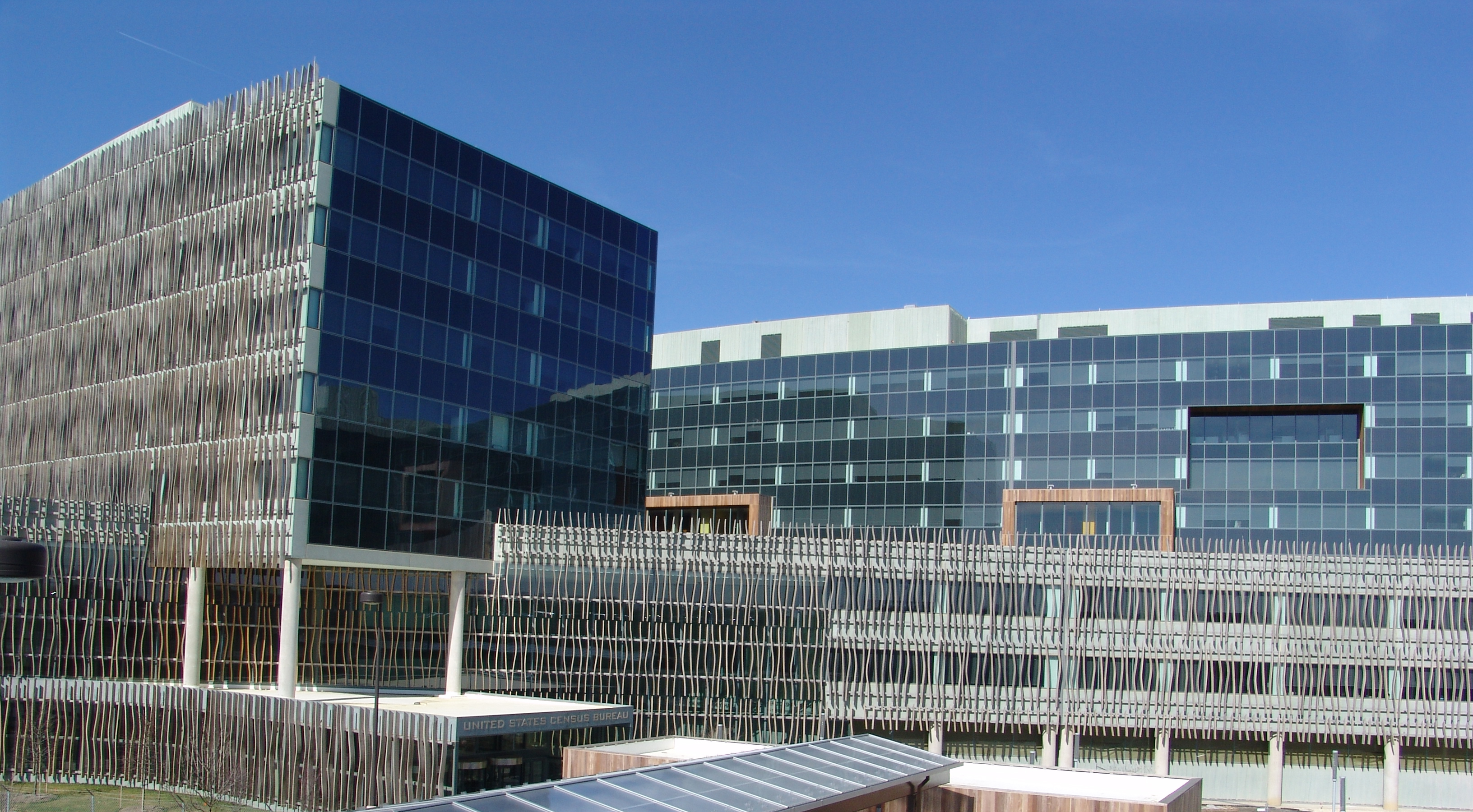
美國普查局 蘇特蘭德總部

十年间进行的调查：
- 美国社区调查
- 消费支出调查
- 政府普查
- 最新人口调查
- 经济普查
- 国家医院出院调查
- 国民健康访问调查
- 全国医院门诊医疗调查
- 全国犯罪受害调查
- 全国门诊医疗调查（NAMCS）
- 全国护理院调查
- 收入和计划参与调查
- 建设调查
- 市场吸收调查
- 统计调查方案动力学
- 国家纵向调查
- 钓鱼打猎与野生动物相关的娱乐全国调查
- 美国房屋调查
- 住宅金融调查
- 全国流行病学调查
- 年度零售业调查
- 全年批发贸易调查
- 年度和季度服务调查

## 其他调查机构
美国普查局收集信息是由其他调查机构协助提供数据。这些调查机构包括：
- 司法统计局（BJS）
- 劳工统计局（BLS）
- 交通部统计局（英语：Bureau of Transportation Statistics）（BTS）
- 住房和城市发展部（HUD）
- 国家教育统计中心（英语：National Center for Education Statistics）（NCES）
- 全国卫生统计中心（英语：National Center for Health Statistics）（NCHS）
- 国家科学基金会（NSF）
- 社会保障局（英语：Social Security Administration）（SSA）